# Fabrizio Salvatori
Fabrizio Salvatori (Pesaro, 30 luglio 1955) è un dirigente sportivo ed ex calciatore italiano, di ruolo difensore.

## Carriera

### Giocatore
Dopo un'esperienza giovanile nella Roma, senza riuscire ad approdare in prima squadra, ha disputato cinque campionati di Serie B con le maglie di Pistoiese, Catania, Pescara e Padova, per complessive 134 presenze e 3 reti fra i cadetti. Nella stagione 1979-1980 ha conquistato con la Pistoiese la promozione in massima serie, ma nella sessione autunnale del calciomercato viene ceduto al Catania senza riuscire ad esordire in Serie A.

### Dirigente
Ha svolto l'incarico di direttore sportivo nella Vis Pesaro in Serie C2, nei settori giovanili di Napoli e Palermo, nella Pistoiese (promozione in Serie B), nell'Ascoli in Serie C1.

#### Le promozioni in A
DS nel Perugia di Luciano Gaucci (promozione in A), nel Torino di Urbano Cairo (promozione in A) e nel Bologna (promozione in A).

#### Padova
Il 6 giugno 2012 diventa direttore sportivo del Padova in sostituzione di Rino Foschi, incarico da cui si dimette il 20 marzo 2013 in seguito all'esonero dell'allenatore Franco Colomba. Il 9 aprile seguente il Padova ne annuncia la rescissione del contratto..

#### Trapani
Il 2 Dicembre 2016 Fabrizio Salvatori diventa il nuovo diesse del Trapani Calcio sostituendo Sensibile sollevato dall'incarico dopo un periodo contraddistinto da prestazioni negative. La stagione, nonostante l'ottimo girone di ritorno, si conclude con la retrocessione in C. La società granata gli affida per la stagione 2017/18 la responsabilità dell'intera area tecnica, con Adriano Polenta nuovo direttore sportivo . Nella stagione 2018 viene sollevato dall'incarico di responsabile dell'area tecnico sportivo della società granata.

#### Modena
Il 18 giugno 2019 viene ufficializzato dal Modena (club dove ha militato nella stagione 1978-1979) come nuovo direttore sportivo rimpiazzando Doriano Tosi..
Aglianese
il 5 agosto 2023 è ingaggiato dall'Aglianese in serie D

## Palmarès

### Competizioni giovanili
- Coppa Italia Primavera: 1

Roma: 1974-1975